# شیگه‌رو ایزومیا
شیگه‌رو ایزومیا (انگلیسی: Shigeru Izumiya؛ زادهٔ ۱۱ مهٔ ۱۹۴۸) خوانندگی، actor and tarento اهل ژاپن است. وی از سال ۱۹۷۱ میلادی تاکنون مشغول فعالیت بوده‌است.
از فیلم‌ها یا برنامه‌های تلویزیونی که وی در آن نقش داشته‌است می‌توان به گودزیلا: جنگ‌های نهایی، ا جا نای کا اشاره کرد.